# ブロニスラヴァ・ニジンスカ

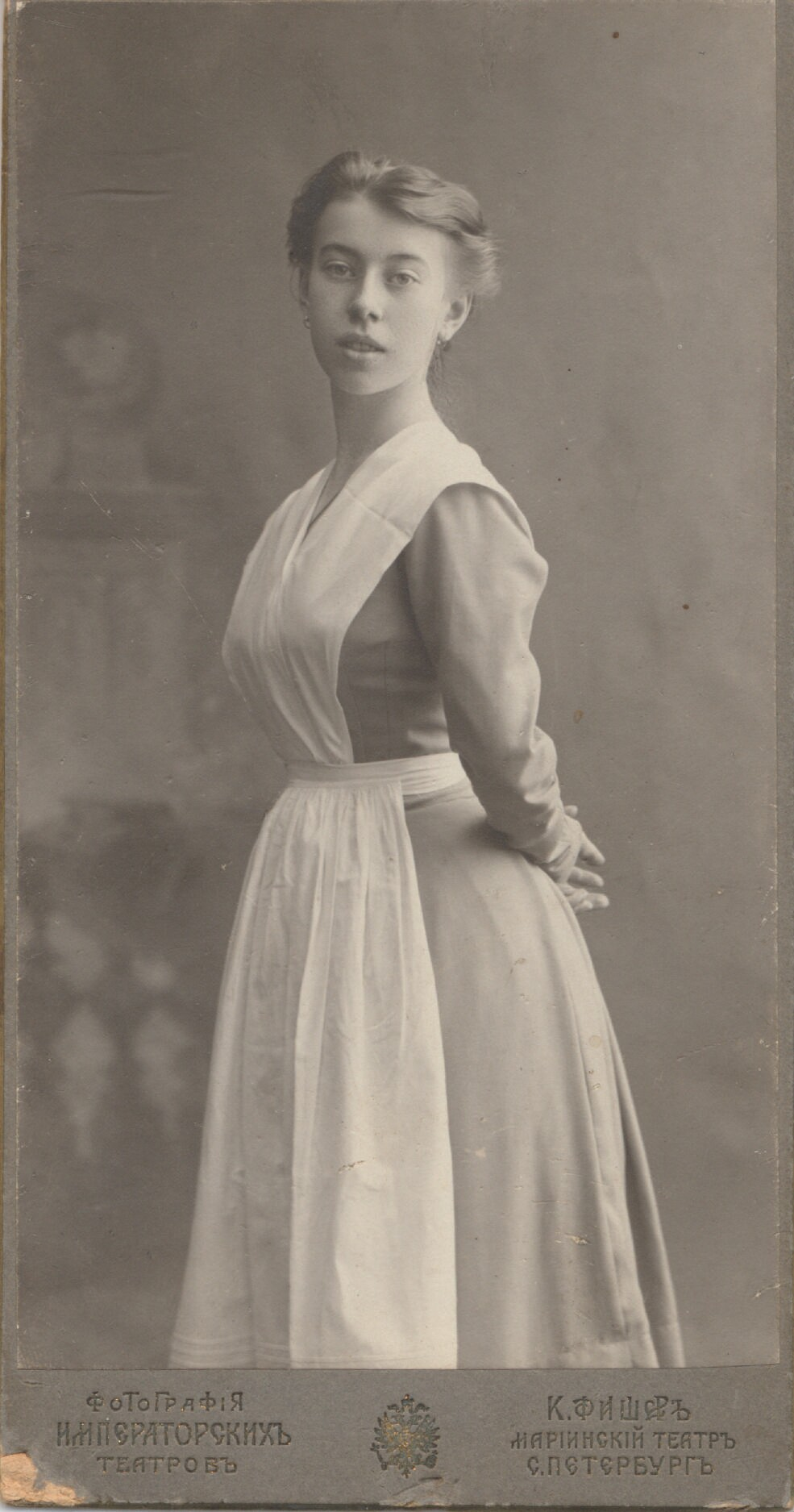
ブロニスラヴァ・ニジンスカ

ブロニスラヴァ・ニジンスカ （波：Bronisława Niżyńska, 露：Бронисла́ва Фоми́нична Нижи́нская, 1891年1月8日 - 1972年2月21日） は、ロシア帝国、ミンスク （現在はベラルーシの首都） 出身のバレエダンサー・振付家。

## 生涯
ポーランド人の舞踏手一家の生まれで、ヴァーツラフ・ニジンスキーの妹。4歳の時、ニジニ・ノヴゴロドの劇場で初舞台を踏む。その後帝室バレエ学校に学び、17歳でマリインスキー劇場のダンサーとなった。1911年に兄ニジンスキーを追ってバレエ・リュス（ロシア・バレエ団）に入団、『牧神の午後』（1912年）などで兄と共演するなど、バレエ・リュスを代表するダンサーの一人として活躍した。
1914年、ニジンスキーがバレエ・リュスの主宰者セルゲイ・ディアギレフに解雇されると彼女もバレエ・リュスを離れるが、1921年から1925年にかけて再びバレエ・リュスに参加、1922年の『狐』で初めてバレエ・リュスのための振付を行い、以来、同団初の女性振付師として活躍した。代表作にロシアの民俗的色彩の濃いストラヴィンスキー作曲 『結婚』 （1923年）、ジャズエイジの上流階級を風刺したプーランク作曲の 『牝鹿』 （Les Biches, 1924年）などがある。パントマイムや小道具を排して舞踊のみで構成する作品として知られている。
バレエ・リュスを退団した後は、イダ・ルビンシュタイン一座のために『ボレロ』（1928年）、『妖精の接吻』（同年）の振付を行ったほか、バジル大佐のバレエ・リュス・ド・モンテカルロにも参加した。1937年、ポーランド政府筋の要請でワルシャワのポーランド・バレエ団 （Balet Polski） のバレエ・ミストレスとなる。半年足らずのうちにショパンのピアノ協奏曲1番による 『ショパン協奏曲』 など5つの作品を作り、隣国ドイツを巡演するなど順調な滑り出しであったが、1938年に突然解任される。このときの記譜やノートは大戦の勃発で全て失われてしまった。
1938年に米国に移住し、ロサンゼルスでバレエを教えた。1960年代にはフレデリック・アシュトンに招かれ、英国ロイヤル・バレエ団にバレエ・リュスのレパートリーであった『牝鹿』（1964年）、『結婚』（1966年）を振付た。
彼女の生徒で知られるのは、マリア・トールチーフである。2度結婚し1男1女をもうけ、長男は交通事故で亡くしたが、長女のイリーナは長じて舞踏手となった。生涯で最も愛した男性はロシアのバリトン歌手フョードル・シャリアピンであった。1972年、心不全のため81歳で死去。